# Lucifer (2014)
Lucifer is een Belgische film uit 2014 onder regie van Gust Van den Berghe. De film ging in première op 19 oktober op het Internationaal filmfestival van Rome en had zijn Belgische avant-première op het Film Fest Gent 2014. De film is gebaseerd op het treurspel Lucifer uit 1654 van de Nederlandse dichter en toneelschrijver Joost van den Vondel.

## Verhaal
Lucifer passeert tijdens zijn val van de hemel naar de hel, langs de aarde. Hij landt in een dorpje in Mexico waar de duivel een oude vrouw doet twijfelen aan haar geloof en intussen ook haar kleindochter verleidt.

## Rolverdeling
- Gabino Rodriguez
- Maria Toral Acosta
- Jeronimo Soto Bravo
- Norma Pablo
- Sergio Lazaro Cortéz

## Prijzen en nominaties
Een selectie:
| Jaar | Prijs                 | Categorie                   | Genomineerde | Resultaat |
| ---- | --------------------- | --------------------------- | ------------ | --------- |
| 2014 | Tallinn (18de editie) | Gouden Wolf voor beste film | Lucifer      | Gewonnen  |